# آبی نیلگون (فیلم)
آبی نیلگون (به انگلیسی: Powder Blue) یک فیلم درام آمریکایی محصول سال ۲۰۰۹ که شامل چندین قوس داستانی به هم پیوسته‌است. این فیلم توسط تیموتی لین بوئی نوشته و کارگردانی شد و آخرین نقش سینمایی پاتریک سوویزی قبل از مرگش در سپتامبر همان سال را به نمایش می‌گذارد. این فیلم تنها در سینماهای ایالات متحده اکران محدودی داشت و در نهایت در ماه مه ۲۰۰۹ عمدتاً در دیسک دی‌وی‌دی منتشر شد. این فیلم متعاقباً در قزاقستان و روسیه و در کانال‌های تلویزیونی تلویزیونی کابلی ایالات متحده در اواخر سال ۲۰۰۹ منتشر شد.
این فیلم در راتن تومیتوز امتیاز ۲۵٪ از هشت نقد منتقد را با میانگین امتیاز ۳٫۷ از ۱۰ به فیلم می‌دهد.

## داستان
چندین نفر از ساکنان لس آنجلس در شب کریسمس از طریق شانس، تراژدی و مداخله الهی یکدیگر را ملاقات می‌کنند.
لری (با بازی سوویزی) رئیس یک سازمان جرایم شرکتی است. او صاحب یک باشگاه استریپ هست که در آن رز جانی (با بازی جسیکا بیل) مادر مجردی که پسر کوچکش در کما است، کار می‌کند. کوورتی دولیتل (با بازی ردمین) مردی جوان است که عاشق او می‌شود. لری سعی می‌کند جک دوهنی (با بازی لیوتا) کارمند سابقش را متقاعد کند که از همکارانش انتقام نگیرد. دوهنی بعداً به رز جانی فاش می‌کند که پدر اوست. چارلی (با بازی ویتاکر) یک کشیش سابق است که خودکشی می‌کند. لکسوس یک زن روسپی که قبلاً پیوند عاطفی غیرمنتظره‌ای با کشیش دارد.